# Mari Gerekmezyan
Mari Gerekmezyan (en arménien : Մարի Կերեքմէզեան ; née en 1913 à Talas et morte en 1947 à Istanbul) est une sculptrice turque d'ethnie arménienne, parfois considérée comme la première sculptrice de l'histoire de la Turquie. 

## Biographie
D'origine arménienne, Mari Gerekmezyan est née dans le village de Talas. Sa famille d'installe ensuite à Constantinople où elle rencontre Ahmet Hamdi Tanpınar au cours de ses études de philosophie. Elle étudie également la sculpture ce qui lui permet de rencontrer le sculpteur allemand Rudolf Belling. Elle a également été enseignante en arts en particulier dans des écoles arméniennes. Elle meurt à 32 ans d'une tuberculose ; elle est enterrée au cimetière arménien de Şişli (en).

## Vie privée
Elle a vécu une histoire passionnelle avec le poète et peintre Bedri Rahmi Eyüboğlu. Le poème Karadut (mûre) écrit après sa mort, lui est dédié,.